# 林家宇
林家宇（1986年1月1日—）是台灣電影和電視劇女演员。因為長得略像關之琳，所以被星探發現而出道。2005年她出演《月光下，我記得》，获得第6屆華語電影傳媒大獎最佳女配角獎。2006年到中國大陸演出電視劇《少年楊家將》，劇中飾演人稱六娘的柴郡主角色而走紅。2013年，她在社群軟體中發佈結婚訊息，從此再無更新個人訊息。之後新聞報導指出她已跟隨老公定居到新加坡並且淡出演藝圈。

## 作品

### 電影作品
- 2005年：《月光下，我記得》（飾演 西蓮）導演：林正盛
- 2006年：《美麗曼特寧》（飾演 豆豆）導演：林玉芬
- 2008年：《人之島》（飾演 希 ‧ 伽安繞）導演：王金貴
- 2012年：《戀戀石垣島》（飾演 女子）導演：陳鈺杰

### 電視劇作品
- 2006年：八大綜合台《別愛我》（飾演 岑小芳）導演：李國立
- 2006年：東方電影頻道、中視《少年楊家將》（飾演 柴文意）導演：衛翰韜、梁勝權、王少傑
- 2007年：四川電視台《聊齋奇女子－俠女》（飾演 徐慕娥）導演：李國立、林玉芬、王少傑、梁勝權、吳錦源

### 音樂錄影帶
- 2003年：張智成《詩人》
- 2005年：黃義達《一秒的安慰》
- 2006年：吳克群《明天過後》
- 2007年：何潤東《黑色翅膀》
- 2009年：陳乃榮《Paradise》
- 2009年：蘇打綠《交響夢》
- 2009年：蕭敬騰《愛過了頭》
- 2009年：阿超《你好嗎》
- 2009年：蔡旻佑《寂寞，好了》
- 2010年：邱澤《RELY》
- 2011年：那英《花一開滿就相愛》
- 2011年：戴佩妮《親愛的再見》

### 廣告作品
- 2003年：《水準洗面孔電視廣告》
- 2003年：《統一美妍社熏衣草奶》
- 2003年：《統一玫瑰茶飲料》
- 2004年：《花王碧柔洗面乳》
- 2004年：《愛之味紅心芭樂》[3]
- 2006年：《午後紅茶》
- 2011年：《鐵達時Time is Love 2011電視廣告》

## 獎項紀錄
| 年份   | 頒獎典禮              | 獎項       | 影片               | 角色 | 結果 |
| ------ | --------------------- | ---------- | ------------------ | ---- | ---- |
| 2005年 | 第50屆亞太影展        | 最佳女配角 | 《月光下，我記得》 | 西蓮 | 提名 |
| 2006年 | 第6屆華語電影傳媒大獎 | 最佳女配角 | 《月光下，我記得》 | 西蓮 | 獲獎 |

## 外部連結
林家宇的新浪微博